# The Razors Edge
The Razors Edge —en español: El filo de las navajas— es el duodécimo álbum de estudio de la banda de Hard Rock AC/DC editado en septiembre de 1990. Con la producción de Bruce Fairbairn y la nueva incorporación del baterista Chris Slade, significó el regreso del conjunto a los primeros puestos de las listas de ventas.
Musicalmente el disco supuso cierta innovación dentro del siempre definido sonido de la banda, con una producción mucho más sofisticada de lo habitual y una mayor potenciación de ciertos aspectos como las voces de apoyo. Los temas en general presentan una orientación más comercial de lo habitual en el grupo y al mismo tiempo un barniz más cercano al Metal standard.
Fue un álbum muy exitoso pero discutido debido a este lavado de cara que experimentó el sonido habitual del grupo.[cita requerida]

## Lista de canciones
Todas las canciones escritas y compuestas por Angus Young y Malcolm Young. 
| N.º | Título                                | Duración |  |
| 1.  | «Thunderstruck»                       | 4:52     |  |
| 2.  | «Fire Your Guns»                      | 2:53     |  |
| 3.  | «Moneytalks»                          | 3:48     |  |
| 4.  | «The Razors Edge»                     | 4:22     |  |
| 5.  | «Mistress for Christmas»              | 3:59     |  |
| 6.  | «Rock Your Heart Out»                 | 4:06     |  |
| 7.  | «Are You Ready»                       | 4:10     |  |
| 8.  | «Got You By The Balls»                | 4:30     |  |
| 9.  | «Shot Of Love»                        | 3:56     |  |
| 10. | «Let's Make It»                       | 3:32     |  |
| 11. | «Goodbye & Good Riddance to Bad Luck» | 3:13     |  |
| 12. | «If You Dare»                         | 3:08     |  |

Como canción adicional, Down On The Borderline aparece en la cara B del sencillo Moneytalks, aunque sería una canción proveniente del disco anterior, Blow Up Your Video. Posteriormente esta canción se publicaría en 2009 en el recopilatorio oficial Backtracks.

## Miembros
- Brian Johnson – vocalista
- Angus Young – guitarra solista
- Malcolm Young – guitarra rítmica, coros
- Cliff Williams – bajo, coros
- Chris Slade – batería

## Posiciones altas

### Sencillos
| Año  | Sencillo        | Lista             | Posición |
| ---- | --------------- | ----------------- | -------- |
| 1990 | "Thunderstruck" | Mainstream Rock   | 5        |
| 1990 | "Moneytalks"    | Billboard Hot 100 | 23       |
| 1990 | "Are You Ready" | Mainstream Rock   | 16       |